# Wolfgang Krug
Wolfgang Krug (ur. 12 stycznia 1936 w Miśni, zm. 12 grudnia 2021) – wschodnioniemiecki żużlowiec i kierowca wyścigowy.

## Życiorys
W 1962 roku zajął trzecie miejsce w indywidualnych mistrzostwach NRD na żużlu. Od 1965 ścigał się we Wschodnioniemieckiej Formule 3. W 1968 roku zdobył pierwsze podium, zajmując trzecie miejsce w Schleizu. Po zniesieniu w NRD mistrzostw Wschodnioniemieckiej Formuły 3 kontynuował ściganie się, zostając mistrzem klasy C9 w Wyścigowych Mistrzostwach NRD w 1974 roku. Ścigał się również samochodami sportowymi.

## Wyniki
| Legenda oznaczeń w tabelach wyników Wyświetl szablon na nowej stronie | Legenda oznaczeń w tabelach wyników Wyświetl szablon na nowej stronie                                                                     |
| Oznaczenie                                                            | Wyjaśnienie |
| --------------------------------------------------------------------- | --- |
| Złoty                                                                 | Zwycięzca lub mistrzostwo |
| Srebrny                                                               | 2. miejsce lub wicemistrzostwo |
| Brązowy                                                               | 3. miejsce lub II wicemistrzostwo |
| Zielony                                                               | Ukończył, punktował (w klasyfikacji generalnej, gdy zdobył co najmniej jeden punkt na przestrzeni sezonu, poza trzema powyższymi opcjami) |
| Niebieski                                                             | Ukończył, nie punktował (w klasyfikacji generalnej, gdy nie zdobył co najmniej jednego punktu na przestrzeni sezonu)                      |
| Czerwony                                                              | Nie zakwalifikował się (NZ) |
| Czerwony                                                              | Nie prekwalifikował się (NPK) |
| Różowy                                                                | Nie ukończył (NU) |
| Różowy                                                                | Niesklasyfikowany (NS) (w klasyfikacji generalnej, gdy nie został sklasyfikowany w żadnym wyścigu sezonu)                                 |
| Czarny                                                                | Zdyskwalifikowany (DK) |
| Czarny                                                                | Wykluczony (WYK/EX) |
| Biały                                                                 | Nie wystartował (NW) |
| Biały                                                                 | Kontuzjowany (K/INJ) |
| Biały                                                                 | Wyścig odwołany (OD/C) |
| Bez koloru                                                            | Został wycofany (WYC/WD) |
| Bez koloru                                                            | Nie przybył (NP/DNA) |
| Bez koloru                                                            | Nie brał udziału w treningach (NT/DNP) |
| Bez koloru                                                            | Nie został zgłoszony (–) |
| Pogrubienie                                                           | Start z pole position |
| Kursywa                                                               | Najszybsze okrążenie wyścigu |
| †                                                                     | Nie ukończył, ale jego rezultat został zaliczony ze względu na przejechanie więcej niż 90% dystansu wyścigu.                              |
| *                                                                     | Sezon w trakcie |
| 1/2/3                                                                 | Punktowana pozycja w sprincie kwalifikacyjnym                                                                                             |
| Lista systemów punktacji Formuły 1                                    | |

### Wschodnioniemiecka Formuła 3
| Rok  | Zespół        | Samochód          | Silnik   | Wyniki w poszczególnych eliminacjach | Wyniki w poszczególnych eliminacjach | Wyniki w poszczególnych eliminacjach | Wyniki w poszczególnych eliminacjach | Wyniki w poszczególnych eliminacjach | Wyniki w poszczególnych eliminacjach | Pkt. | Msc. |
| ---- | ------------- | ----------------- | -------- | ------------------------------------ | ------------------------------------ | ------------------------------------ | ------------------------------------ | ------------------------------------ | ------------------------------------ | ---- | ---- |
| 1965 |               |                   |          |                                      |                                      |                                      |                                      |                                      |                                      | 0    | NS   |
| 1965 | MC Meißen     | Wartburg Eigenbau | Wartburg | -                                    | -                                    | -                                    | 13                                   | NU                                   | NU                                   | 0    | NS   |
| 1966 |               |                   |          |                                      |                                      |                                      |                                      |                                      |                                      | 0    | NS   |
| 1966 | MC Meißen     | Melkus 64         | Wartburg | NU                                   | NU                                   | NU                                   | -                                    | 11                                   | NU                                   | 0    | NS   |
| 1968 |               |                   |          |                                      |                                      |                                      |                                      |                                      |                                      | 4    | 10   |
| 1968 | MC Meißen     | Melkus 64         | Wartburg | NU                                   | 8                                    | 9                                    | 3                                    |                                      |                                      | 4    | 10   |
| 1969 |               |                   |          |                                      |                                      |                                      |                                      |                                      |                                      | 4    | 6    |
| 1969 | MC Großenhain | Melkus 64         | Wartburg | NU                                   | 3                                    | 9                                    | NU                                   |                                      |                                      | 4    | 6    |
| 1970 |               |                   |          |                                      |                                      |                                      |                                      |                                      |                                      | 2    | 10   |
| 1970 | MC Großenhain | SEG II            | Škoda    | NU                                   | 8                                    | -                                    | -                                    | -                                    |                                      | 2    | 10   |
| 1970 | MC Großenhain | SEG II            | Wartburg | -                                    | -                                    | -                                    | 17                                   | NU                                   |                                      | 2    | 10   |
| 1971 |               |                   |          |                                      |                                      |                                      |                                      |                                      |                                      | 0    | NS   |
| 1971 | MC Großenhain | Melkus 64         | Wartburg | NU                                   | NU                                   | NU                                   | ?                                    | -                                    |                                      | 0    | NS   |
| 1971 | MC Großenhain | SEG II            | Wartburg | -                                    | -                                    | -                                    | -                                    | NU                                   |                                      | 0    | NS   |